# エクソシストVSダーク・ウィッチ
『エクシストVSダーク・ウィッチ』（原題：Darkside Witches）は、2015年のイタリアのホラー映画。2015年シッチェス・カタロニア国際映画祭に正式出品。

## あらすじ
1589年、トリオーラで6人の女性が執拗な拷問の上、火刑にされるという出来事があった。それから、数百年経ったトリオーラの町では不可思議な現象が次々と発生する。

## スタッフ
- 監督：ジェラード・ディーファンタル
- 脚本：ジェラード・ディーファンタル
- 撮影：リッカルド・トンニ
- 編集：ロレンツォ・ペルーソ
- 音楽：クラウディオ・シモネッティ
- 製作総指揮：シモーネ・ヤコエラ、 ミカエル・シュタットルマイヤー

## キャスト
※役名、俳優の順
- ガブリエル：ジェラード・ディーファンタル
- シビラ：バルバラ・ブーシェ
- 魔女：アンナ・オルソー
- ルクレツィア：シモーナ・カッピア
- ダリラ：アンジェリーカ・ノヴァク